# SkyOS
SkyOS es un sistema operativo propietario, escrito desde cero (no está basado en ningún otro SO), para PC del tipo x86 (también conocidas como i386). Como todo sistema operativo moderno, soporta características como el multiproceso simétrico (SMP), memoria virtual, memoria protegida, multitarea y flujo de ejecución por hilos (threading en inglés) y es altamente compatible con POSIX, entre otras cosas.
Portar SkyOS a otras plataformas (que no sean PC) no era una opción, lo que hizo que el código de bajo nivel estuviera optimizado para dicha arquitectura.
SkyOS es un sistema operativo de escritorio, de forma que después de iniciarse la computadora, se entra en modo gráfico. Cosas como la línea de comandos y la programación de scripts son opcionales (están, pero su uso no es imprescindible). Habitualmente los usuarios no tendrán que abrir un intérprete de comandos en modo texto, pero de todas maneras hay varios comandos útiles (como compilador de C de GNU, utilidades para archivos, etc), y la mayoría de las herramientas disponibles en Microsoft Windows y GNU/Linux.
La primera versión de este sistema operativo fue anunciada en 15 de diciembre del año 1997. La última versión es la SkyOS 5.0 Beta - Build XXXX (30 de agosto de 2006). Algunas características que posee son: un modo real de 16 bits, inexistencia de tareas de usuario y una interfaz gráfica (GUI) muy simple llamada SkyGI que está integrada en el kernel. Por tanto el entorno gráfico de SkyOS a diferencia de los sistemas Unix-like no usa X window. 
SkyOS se debe principalmente al esfuerzo de un solo hombre, el austríaco Robert Szeleney.

## Enlaces
- Página principal de SkyOS Archivado el 19 de abril de 2001 en Wayback Machine.
- Recorrido por SkyOS Archivado el 4 de noviembre de 2017 en Wayback Machine.
- FAQ (en inglés)
- Noticias sobre SkyOS en OSNews.com
- Almacén de aplicaciones para SkyOS Archivado el 8 de octubre de 2017 en Wayback Machine.

- Datos: Q726395
- Multimedia: SkyOS / Q726395